# 桑特·加亚尔多尼
桑特·加亚尔多尼（義大利語：Sante Gaiardoni，1939年6月29日—2023年11月30日），意大利男子自行车运动员。他曾代表意大利参加1960年夏季奥林匹克运动会自行车比赛，获得二枚金牌。